# Lista de seleções nacionais que nunca participaram da Copa do Mundo FIFA
Este artigo traz uma lista com todas as seleções que nunca participaram de Copas do Mundo de Futebol.
A Copa do Mundo FIFA, muitas vezes chamada simplesmente de Copa do Mundo, é uma competição internacional de futebol disputada pelas equipes nacionais masculinas filiadas a Federação Internacional de Futebol (FIFA), a entidade global do esporte. O primeiro torneio ocorreu em 1930 e tem ocorrido a cada quatro anos desde então, exceto em 1942 e 1946, quando não foi realizada por causa da Segunda Guerra Mundial. A Islândia foi o menor país a se qualificar para uma Copa do Mundo, em 2018.
Cada edição da Copa do Mundo, diferente da primeira, envolveu uma fase de qualificação para determinar quais equipes se classificam para o próprio torneio. Nas tabelas abaixo, todos os torneios de qualificação onde a equipe nacional jogou pelo menos um jogo são contados como tentativas de classificação, mesmo que, posteriormente, a equipe desistiu ou foi desclassificada. As retiradas e desqualificações antes do início da qualificação são excluídas, bem como as ocasiões em que as equipes desistiram ou foram desqualificadas durante sua campanha e tiveram todos os resultados dessa campanha anulados.

## Por Confederação
Até a Copa de 2026, um total de 130 dos 211 filiados da FIFA nunca participaram de uma Copa do Mundo. Em 2026, a Jordânia e o Uzbequistão serão os estreantes.

### Países da AFC
32 dos 46 filiados da FIFA na AFC nunca participaram da Copa do Mundo.
| País          | Tentativas de Classificação | Tentativas de Classificação | Tentativas de Classificação |
| País          | Quantidade                  | Primeira                    | Última                      |
| ------------- | --------------------------- | --------------------------- | --------------------------- |
| Síria         | 16                          | 1950                        | 2026                        |
| Hong Kong     | 14                          | 1974                        | 2026                        |
| Malásia       | 15                          | 1974                        | 2026                        |
| Tailândia     | 15                          | 1974                        | 2026                        |
| Taipé Chinês  | 13                          | 1978                        | 2026                        |
| Singapura     | 13                          | 1978                        | 2026                        |
| Bahrein       | 12                          | 1978                        | 2026                        |
| Bangladesh    | 11                          | 1986                        | 2026                        |
| Macau         | 11                          | 1982                        | 2026                        |
| Iêmennota a   | 11                          | 1986                        | 2026                        |
| Índia         | 10                          | 1986                        | 2026                        |
| Omã           | 9                           | 1990                        | 2022                        |
| Paquistão     | 10                          | 1990                        | 2026                        |
| Vietnã        | 10                          | 1994                        | 2026                        |
| Líbano        | 9                           | 1994                        | 2026                        |
| Nepal         | 9                           | 1986                        | 2026                        |
| Sri Lanka     | 9                           | 1994                        | 2026                        |
| Quirguistão   | 8                           | 1998                        | 2026                        |
| Maldivas      | 8                           | 1998                        | 2026                        |
| Tadjiquistão  | 8                           | 1998                        | 2026                        |
| Turcomenistão | 8                           | 1998                        | 2026                        |
| Camboja       | 7                           | 1998                        | 2026                        |
| Mongólia      | 7                           | 2002                        | 2026                        |
| Palestina     | 7                           | 2002                        | 2026                        |
| Afeganistão   | 6                           | 2006                        | 2026                        |
| Laos          | 6                           | 2002                        | 2026                        |
| Filipinas     | 6                           | 1998                        | 2026                        |
| Brunei        | 5                           | 1986                        | 2026                        |
| Myanmar       | 5                           | 2010                        | 2026                        |
| Timor-Leste   | 5                           | 2010                        | 2026                        |
| Guam          | 4                           | 2002                        | 2026                        |
| Butão         | 3                           | 2018                        | 2026                        |

nota a Incluídas estatísticas da Seleção Norte-Iemenita.

### Países da CAF
41 dos 54 filiados da FIFA na CAF nunca participaram da Copa do Mundo.
| País                      | Tentativas de Classificação | Tentativas de Classificação | Tentativas de Classificação |
| País                      | Quantidade                  | Primeira                    | Última                      |
| ------------------------- | --------------------------- | --------------------------- | --------------------------- |
| Zâmbia                    | 14                          | 1970                        | 2022                        |
| Guiné                     | 13                          | 1974                        | 2022                        |
| Quénia                    | 13                          | 1974                        | 2022                        |
| Sudão                     | 13                          | 1958                        | 2022                        |
| Etiópia                   | 12                          | 1962                        | 2022                        |
| Líbia                     | 11                          | 1970                        | 2022                        |
| Malawi                    | 11                          | 1978                        | 2022                        |
| Serra Leoa                | 11                          | 1974                        | 2022                        |
| Zimbabwe                  | 11                          | 1970                        | 2022                        |
| Congo                     | 10                          | 1974                        | 2022                        |
| Libéria                   | 10                          | 1982                        | 2022                        |
| Madagascar                | 10                          | 1982                        | 2022                        |
| Tanzânia                  | 10                          | 1974                        | 2022                        |
| Uganda                    | 10                          | 1978                        | 2022                        |
| Benim                     | 9                           | 1974                        | 2022                        |
| Burquina Fasso            | 9                           | 1978                        | 2022                        |
| Gabão                     | 9                           | 1990                        | 2022                        |
| Gâmbia                    | 9                           | 1982                        | 2022                        |
| Moçambique                | 9                           | 1982                        | 2022                        |
| Lesoto                    | 8                           | 1974                        | 2022                        |
| Maurícia                  | 8                           | 1974                        | 2022                        |
| Namíbia                   | 8                           | 1994                        | 2022                        |
| Níger                     | 8                           | 1978                        | 2022                        |
| Essuatíni                 | 8                           | 1994                        | 2022                        |
| Botsuana                  | 7                           | 1994                        | 2022                        |
| Burundi                   | 7                           | 1994                        | 2022                        |
| Guiné-Bissau              | 7                           | 1998                        | 2022                        |
| Mauritânia                | 7                           | 1978                        | 2022                        |
| Ruanda                    | 7                           | 1998                        | 2022                        |
| Somália                   | 7                           | 1982                        | 2022                        |
| Cabo Verde                | 6                           | 2002                        | 2022                        |
| Chade                     | 6                           | 2002                        | 2022                        |
| Guiné Equatorial          | 6                           | 2002                        | 2022                        |
| Mali                      | 6                           | 2002                        | 2022                        |
| Seicheles                 | 6                           | 2002                        | 2022                        |
| Djibouti                  | 5                           | 2002                        | 2022                        |
| Eritreia                  | 5                           | 2002                        | 2022                        |
| São Tomé e Príncipe       | 5                           | 2002                        | 2022                        |
| República Centro-Africana | 4                           | 2002                        | 2022                        |
| Comores                   | 4                           | 2010                        | 2022                        |
| Sudão do Sul              | 2                           | 2018                        | 2022                        |

### Países da CONCACAF
24 dos 35 filiados da FIFA na CONCACAF nunca participaram da Copa do Mundo.
| País                     | Tentativas de Classificação | Tentativas de Classificação | Tentativas de Classificação |
| País                     | Quantidade                  | Primeira                    | Última                      |
| ------------------------ | --------------------------- | --------------------------- | --------------------------- |
| Curaçaunote b            | 17                          | 1958                        | 2022                        |
| Guatemala                | 16                          | 1958                        | 2022                        |
| Suriname                 | 15                          | 1962                        | 2022                        |
| Antígua e Barbuda        | 11                          | 1974                        | 2022                        |
| Guiana                   | 11                          | 1978                        | 2022                        |
| Porto Rico               | 10                          | 1974                        | 2022                        |
| Barbados                 | 9                           | 1978                        | 2022                        |
| República Dominicana     | 9                           | 1978                        | 2022                        |
| Bermudas                 | 8                           | 1970                        | 2022                        |
| Granada                  | 8                           | 1982                        | 2022                        |
| Nicarágua                | 8                           | 1994                        | 2022                        |
| São Vicente e Granadinas | 8                           | 1994                        | 2022                        |
| Santa Lúcia              | 7                           | 1994                        | 2018                        |
| Aruba                    | 7                           | 1998                        | 2022                        |
| Belize                   | 7                           | 1998                        | 2022                        |
| Ilhas Caimã              | 7                           | 1998                        | 2022                        |
| Dominica                 | 7                           | 1998                        | 2022                        |
| São Cristóvão e Neves    | 7                           | 1998                        | 2022                        |
| Anguila                  | 6                           | 2002                        | 2022                        |
| Bahamas                  | 6                           | 2002                        | 2022                        |
| Ilhas Virgens Britânicas | 6                           | 2002                        | 2022                        |
| Monserrate               | 6                           | 2002                        | 2022                        |
| Turcas e Caicos          | 6                           | 2002                        | 2022                        |
| Ilhas Virgens Americanas | 6                           | 2002                        | 2022                        |

note b Incluídas estatísticas da  Antilhas Neerlandesas.

### Países da CONMEBOL
Apenas 1 equipe, das 10 filiadas na CONMEBOL nunca participou da Copa do Mundo.
| País      | Tentativas de Classificação | Tentativas de Classificação | Tentativas de Classificação |
| País      | Quantidade                  | Primeira                    | Última                      |
| --------- | --------------------------- | --------------------------- | --------------------------- |
| Venezuela | 14                          | 1966                        | 2022                        |

### Países da OFC
10 dos 11 filiados da FIFA na OFC nunca participaram da Copa do Mundo.
| País             | Tentativas de Classificação | Tentativas de Classificação | Tentativas de Classificação |
| País             | Quantidade                  | Primeira                    | Última                      |
| ---------------- | --------------------------- | --------------------------- | --------------------------- |
| Fiji             | 10                          | 1982                        | 2022                        |
| Ilhas Salomão    | 8                           | 1994                        | 2022                        |
| Taiti            | 8                           | 1994                        | 2022                        |
| Vanuatu          | 7                           | 1994                        | 2018                        |
| Samoa            | 6                           | 1998                        | 2018                        |
| Tonga            | 6                           | 1998                        | 2018                        |
| Ilhas Cook       | 6                           | 1998                        | 2018                        |
| Papua-Nova Guiné | 5                           | 1998                        | 2022                        |
| Samoa Americana  | 5                           | 2002                        | 2018                        |
| Nova Caledônia   | 5                           | 2006                        | 2022                        |

### Países da UEFA
22 dos 55 filiados da FIFA na UEFA nunca participaram da Copa do Mundo.
| País               | Tentativas de Classificação | Tentativas de Classificação | Tentativas de Classificação |
| País               | Quantidade                  | Primeira                    | Última                      |
| ------------------ | --------------------------- | --------------------------- | --------------------------- |
| Luxemburgo         | 21                          | 1934                        | 2022                        |
| Finlândia          | 20                          | 1938                        | 2022                        |
| Chipre             | 16                          | 1962                        | 2022                        |
| Albânia            | 13                          | 1966                        | 2022                        |
| Malta              | 13                          | 1974                        | 2022                        |
| Estónia            | 10                          | 1934                        | 2022                        |
| Lituânia           | 10                          | 1934                        | 2022                        |
| Letónia            | 9                           | 1938                        | 2022                        |
| Ilhas Faroé        | 8                           | 1994                        | 2022                        |
| San Marino         | 8                           | 1994                        | 2022                        |
| Armênia            | 7                           | 1998                        | 2022                        |
| Azerbaijão         | 7                           | 1998                        | 2022                        |
| Bielorrússia       | 7                           | 1998                        | 2022                        |
| Geórgia            | 7                           | 1998                        | 2022                        |
| Cazaquistão        | 7                           | 1998                        | 2022                        |
| Liechtenstein      | 7                           | 1998                        | 2022                        |
| Macedônia do Norte | 7                           | 1998                        | 2022                        |
| Moldávia           | 7                           | 1998                        | 2022                        |
| Andorra            | 6                           | 2002                        | 2022                        |
| Montenegro         | 4                           | 2010                        | 2022                        |
| Gibraltar          | 2                           | 2018                        | 2022                        |
| Kosovo             | 2                           | 2018                        | 2022                        |

### Seleções "Extintas"
3 Seleções "Extintas" nunca participaram da Copa do Mundo.note c
| País          | Tentativas de Classificação | Tentativas de Classificação | Tentativas de Classificação |
| País          | Quantidade                  | Primeira                    | Última                      |
| ------------- | --------------------------- | --------------------------- | --------------------------- |
| Sarre         | 1                           | 1954                        | 1954                        |
| Vietnã do Sul | 1                           | 1974                        | 1974                        |
| Iêmen do Sul  | 1                           | 1986                        | 1986                        |

note c Excluídas Antilhas Holandesas e Iêmen do Norte, uma vez que foram considerados como  Curaçau e  Iêmen, respectivamente.